# Dejan Miłoszeski
Dejan Miłoszeski (ur. 27 grudnia 1982 w Skopju) – macedoński piłkarz, występujący na pozycji środkowego pomocnika.

## Życiorys
Miłoszeski jest wychowankiem Cementarnicy Skopje. W jej barwach rozegrał 51 spotkań i strzelił 7 bramek w lidze. W sezonie 2003/2004 Cementarnica zagrała w Pucharze UEFA. Po wyeliminowaniu w rundzie wstępnej GKS-u Katowice w I rundzie zmierzyła się z francuskim RC Lens i przegrała w dwumeczu 0:1, 0:5. W jednym z tych meczów zagrał Miłoszeski.
W 2006 roku przeniósł się do litewskiej Vėtry Wilno. Szybko stał się podstawowym zawodnikiem drużyny. W pierwszym sezonie rozegrał w jej barwach 34 mecze i strzelił 4 bramki. Przez dwa kolejne sezony pełnił rolę kapitana Vėtry. Łącznie rozegrał dla niej 71 spotkań i strzelił 15 goli.
W sezonie 2007/2008 zagrał z Vėtrą w Pucharze Intertoto. W I rundzie Vėtra wyeliminowała walijski zespół Llanelli AFC (3:1, 3:5). W pierwszym spotkaniu Macedończyk strzelił bramkę w 89 minucie. W II rundzie Vėtra trafiła na warszawską Legię. 8 lipca odbył się pierwszy mecz - został przerwany po I połowie z powodu burd wywołanych przez kibiców Legii (do przerwy litewski klub prowadził 2:0, a jedną z bramek strzelił Miłoszeski). W ich wyniku warszawski zespół został wykluczony z Pucharu, a Vėtra przeszła do kolejnej rundy. Z rozgrywek Vėtra odpadła w III rundzie po porażce w dwumeczu z angielskim Blackburn Rovers (0:2, 0:4).
Rok później Vėtra znów awansowała do europejskich pucharów. Miłoszeski wystąpił tylko w jednym meczu zespołu z Wilna - 31 lipca 2008 Vėtra przegrała 0:2 w rewanżowym meczu I rundy eliminacyjnej z norweskim Vikingiem FK.
Przed rundą wiosenną sezonu 2008/2009 Miłoszeski podpisał 3,5-letni kontrakt z Widzewem Łódź. W jego barwach zadebiutował 22 marca 2009 r. w wygranym 1:0 meczu z Zagłębiem Lubin. Po zajęciu 1. miejsca w lidze awansował z klubem do Ekstraklasy, lecz w wyniku decyzji PZPN w związku z aferą korupcyjną Widzew musiał pozostać na kolejny sezon w I lidze.
Pierwszą bramkę dla Widzewa Miłoszeski strzelił 20 marca 2010 w meczu z Dolcanem Ząbki (3:0). W sezonie 2009/2010 ponownie awansował z Widzewem do Ekstraklasy.
28 czerwca 2010 został wypożyczony na rok do Górnika Łęczna. W jego barwach zadebiutował 31 lipca w spotkaniu z Górnikiem Polkowice (1:2), a pierwszą bramkę zdobył w 2 kolejce z LKS Nieciecza (1:0).
Po zakończeniu wypożyczenia Miłoszeski powrócił do Widzewa, a następnie rozwiązał kontrakt z łódzkim klubem. 31 lipca podpisał trzyletni kontrakt z beniaminkiem II ligi greckiej, Panachaiki GE.

## Kariera piłkarska
| Sezon       | Klub                | Kraj               | Rozgrywki    | Mecze | Bramki |
| ----------- | ------------------- | ------------------ | ------------ | ----- | ------ |
| 2003/04     | Cementarnica Skopje | Macedonia Północna | Prwa liga    | 22    | 2      |
| 2004/05     | Cementarnica Skopje | Macedonia Północna | Prwa liga    | 14    | 3      |
| 2005/06 (j) | Cementarnica Skopje | Macedonia Północna | Prwa liga    | 15    | 2      |
| 2006        | Vėtra Wilno         | Litwa              | A lyga       | 34    | 4      |
| 2007        | Vėtra Wilno         | Litwa              | A lyga       | 21    | 7      |
| 2008        | Vėtra Wilno         | Litwa              | A lyga       | 16    | 4      |
| 2008/09 (w) | Widzew Łódź         | Polska             | I liga       | 11    | 0      |
| 2009/10     | Widzew Łódź         | Polska             | I liga       | 8     | 1      |
| 2010/11     | Bogdanka Łęczna     | Polska             | I liga       | 26    | 6      |
| 2011/12     | Panachaiki GE       | Grecja             | Beta Ethniki | 3     | 0      |
| 2012/13     | Kentawros Magulas   | Grecja             | V liga       |       |        |
| 2013/14     | Olympiakos Savalion | Grecja             | IV liga      |       |        |
| 2014/15     | Olympiakos Savalion | Grecja             | IV liga      |       |        |

## Kariera reprezentacyjna
Miłoszeski rozegrał jedno spotkanie w reprezentacji Macedonii. Był to rozegrany 19 listopada 2008 mecz towarzyski z Czarnogórą (1:2).